# 8e cérémonie des Detroit Film Critics Society Awards
La 8e cérémonie des Detroit Film Critics Society Awards (DFCS Awards), décernés par la Detroit Film Critics Society, a eu lieu le 15 décembre 2014, et a récompensé les films réalisés dans l'année.

## Palmarès

### Meilleur film
- Boyhood

### Meilleur réalisateur
- Richard Linklater pour Boyhood

### Meilleur acteur
- Michael Keaton pour Birdman

### Meilleure actrice
- Rosamund Pike pour Gone Girl

### Meilleur acteur dans un second rôle
- J. K. Simmons pour Whiplash

### Meilleure actrice dans un second rôle
- Patricia Arquette pour Boyhood

### Meilleure distribution
- Birdman

### Révélation de l'année
- Damien Chazelle – Whiplash

### Meilleur scénario
- Boyhood – Richard Linklater

### Meilleur film documentaire
- Citizenfour